# イソバレルアルデヒド
イソバレルアルデヒド（英語: isovaleraldehyde）は、化学式が (CH3)2CHCH2CHO で表される有機化合物である。3-メチルブタナール（英語: 3-methylbutanal）、イソ吉草酸アルデヒドとも呼ばれる。アルデヒドの1つで、標準状態 (STP) では無色の液体で、多くの食品に低濃度で含まれている。商業的には、医薬品、香料、殺虫剤の製造に使用されている。

## 合成
イソバレルアルデヒドの合成経路は様々である。一つの方法はイソブテンのヒドロホルミル化である。
(CH
3)
2C=CH
2  +  H
2  + CO  → (CH
3)
2CH–CH
2CHO
少量のピバルアルデヒド (CH
3)
3CCHO が副産物として生成する。
別の合成方法では、CuO-ZnOを触媒として、イソプレノールを異性化する。イソプレノールとプレノールの混合物を使用することもできる。これらの出発物質は、イソブテンとホルムアルデヒドの反応から得られる。
(CH3)2C=CH2 + HCHO  → (CH3)2CHCH2CHO
ビールでは、アミノ酸のロイシンと麦芽中のレダクトンとの反応によって合成される。

## 生成と用途
ロイシンから得られるため、イソバレルアルデヒドの生成はビールに限られない。イソバレルアルデヒドは、様々な種類の食品に含まれる風味成分であることが分かっている。チーズ、コーヒー、鶏肉、魚、チョコレート、オリーブオイル、茶などにも含まれている。
イソバレルアルデヒドは、多くの化合物の合成に使用される。特に、テトラメチルエチレン（2,3-ジメチル-2-ブテン）の合成に使われ、ピナコールとピナコロンに変換される。ピナコロンは、多くの農薬の合成に使用される。さらに、イソバレルアルデヒドとそれに対応する酸からブチジドような様々な医薬品が合成される。有機合成における一般的な試薬またはビルディングブロックである。

2,4,6-トリイソブチル-1,3,5-トリオキサン

イソバレルアルデヒドを酸触媒で環状三量化すると、2,4,6-トリイソブチル-1,3,5-トリオキサン[68165-40-2]が得られる。これは、菓子、タバコ、その他の食品、歯磨き粉などに使用される香料である。
インターナショナル・フレバー・アンド・フレグランス (IFF) によると、イソバレルアルデヒドは食品添加物として使われている。